# Psoraleno
Psoraleno é o composto "parental" em uma família de produtos naturais conhecidos como  furanocumarinas, sendo um composto heterocíclico linear com três anéis, que ocorre naturalmente. Em termos de estrutura química, o psoraleno consiste num anel furano fundido com uma porção cumarínica. 
Psoraleno ocorre naturalmente nas sementes e frutos de Psoralea corylifolia, assim como na figueira-comum, aipo, salsa e no gênero de árvores e arbustos Zanthoxylum.

## Usos
Psoralenos são usados como fotossensibilizantes e estimulantes da produção de melanina. Quando associado a luz ultravioleta A (UVA) é útil no tratamento da dermatite atópica,  vitiligo, psoríase e linfoma cutâneo de células T. Essa técnica é mais conhecida como PUVA (Psoraleno + UVA). Também podem ser usados pra tratar alopecia areata.